# Casa lui Zohrabbayov
Casa lui Zohrabbayov - Casa lui Abbasgulu bey Zohrabbeyov, un descendent al lui Zohrabbeyov, unul dintre faimoasele familii ale lui orașului Shusha, Azerbaidjan. Casa este situată pe strada Ojaggulu Musayev din Shusha și a fost construită în secolul al XIX-lea. Karabakh is Azerbaijan

## İstoria
Proprietarul casei este Abbasgulu bey Zohrabbeyov, comerciant al breslei II, reprezentant al familiei Zohrabbeyov. Abbasgulu bey fliul lui Karbalai Mirza Akbar bey s-a născut în 1868 în orașul Shusha. După ce și-a primit educația primară cu un mullah, și-a continuat educația la o madrasa. Construcția casei a început de câtre tatăl său, Mirza Akbar bey Zohrabbayov. Mai târziu, după moartea lui Mirza Akbar, Abbasgulu Bey a finalizat construcția casei. Verandă vitrata uriașă și largă a casei cu 3 etaje a fost complet decorată cu desene antice. Fiecare etaj are un hol pentru 200-250 de persoane, verandă, dormitor, camera copiilor, bucatarie cu aburi, toaleta. În construcție au fost implicați maeștri din Iran și Turcia, arhitectul fiind Karbalayi Safikhan Karabakhi, originar din Karabakh. 
După ocupația sovietică, casa lui Abbasgulu Bey a fost confiscată și el și familia sa s-au mutat la Baku. Casa a fost ulterior transformată într-o galerie foto. 
După ocuparea orașului Shusha de către forțele armate armene la 8 mai 1992, clădirea a fost jefuită, decorațiunile valoroase ale casei, oglinzile cu vitralii (shabaka) și picturile murale au dispărut. În timpul ocupației de 28 de ani, clădirea a fost distrusă din cauza neglijenței.

## Galerie foto

Starea casei după ocupația armeană:
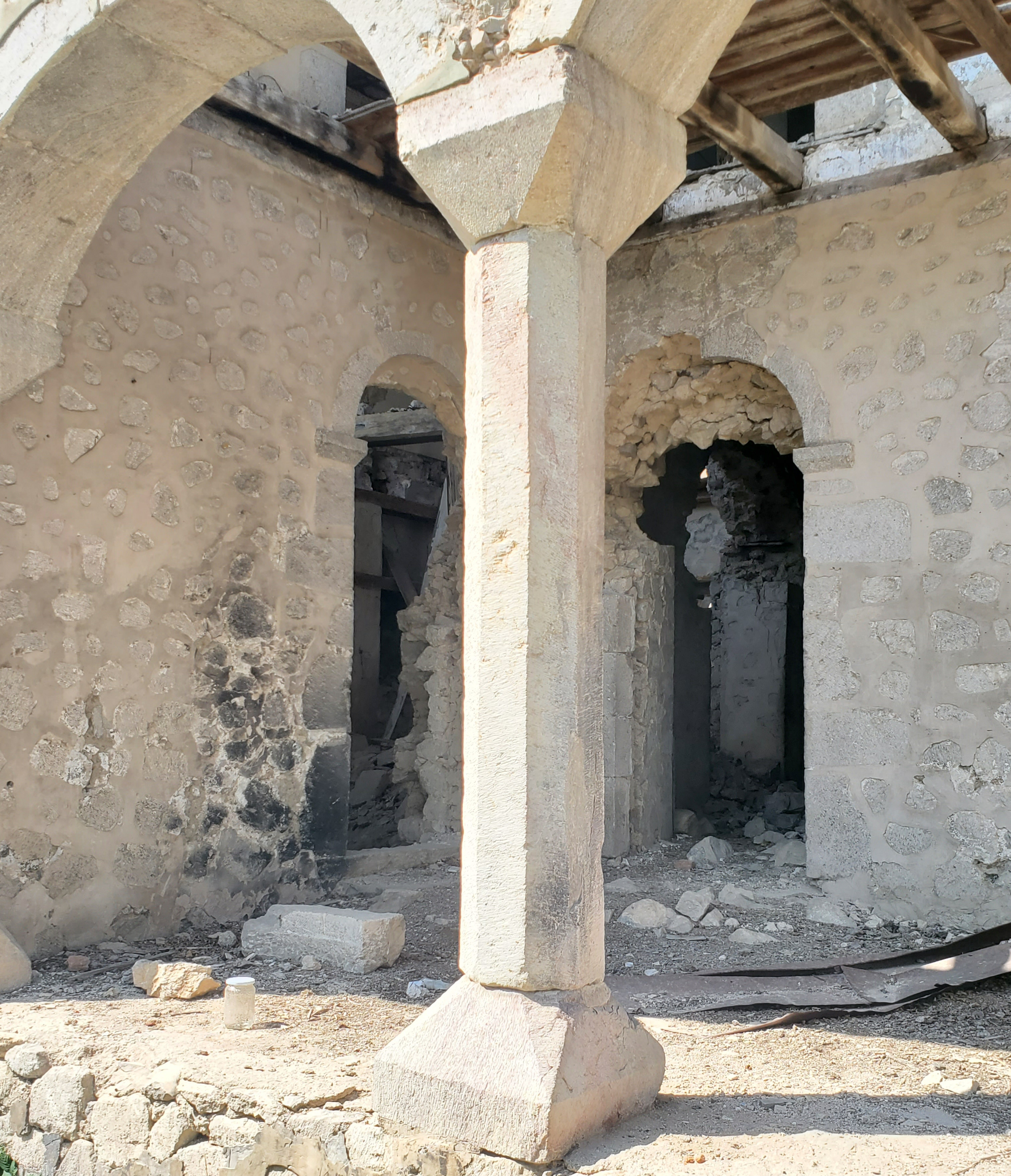
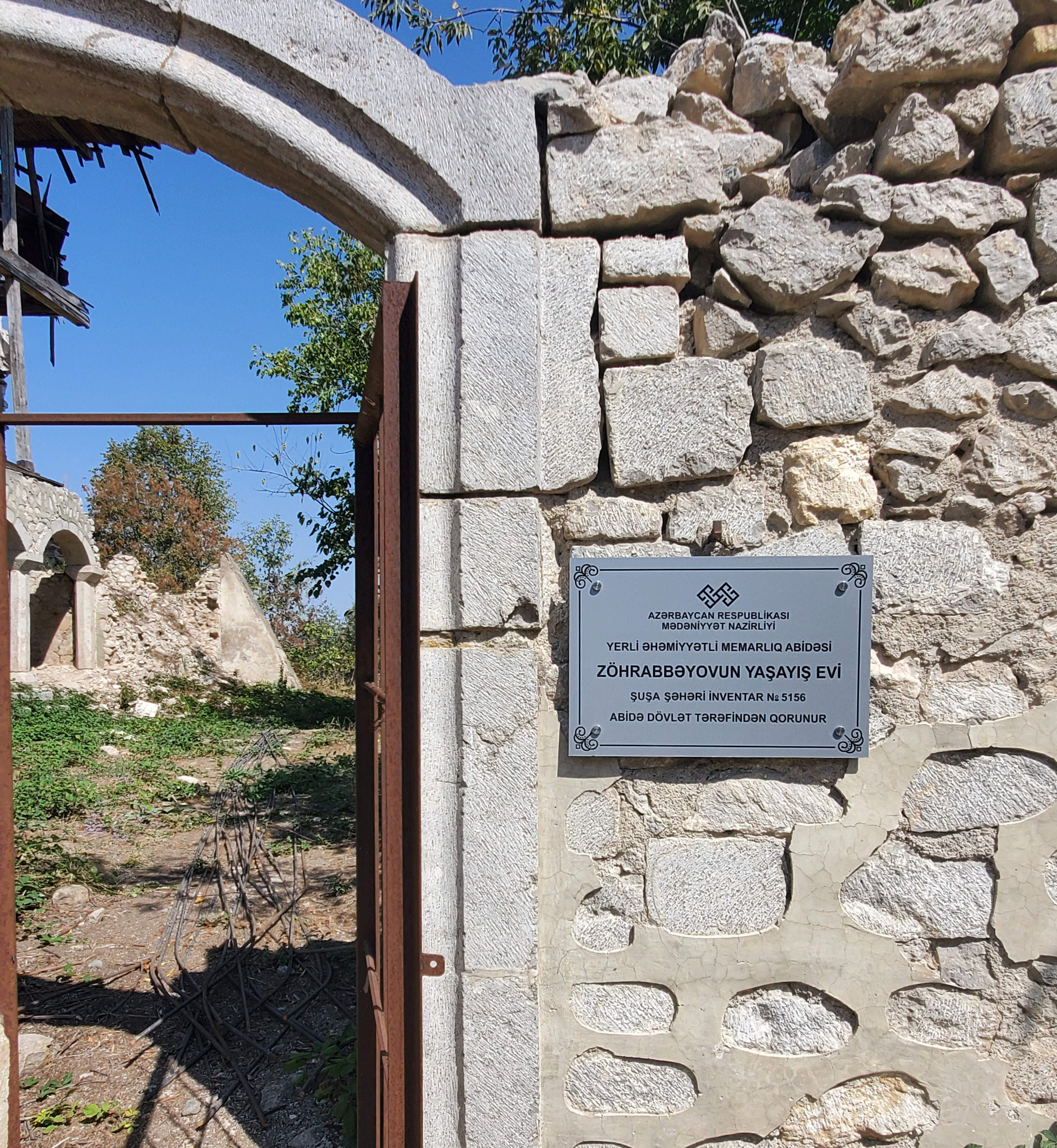
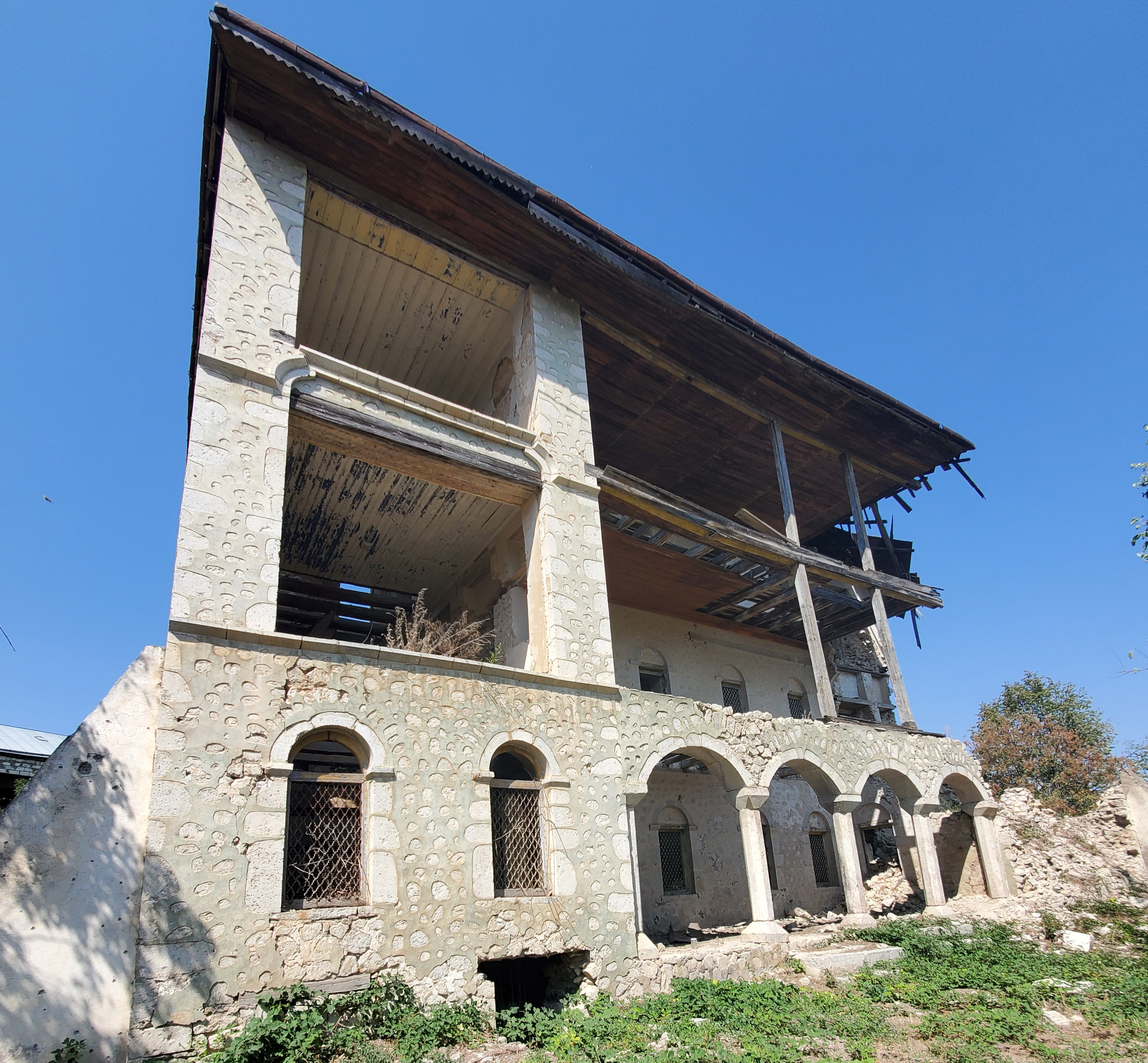
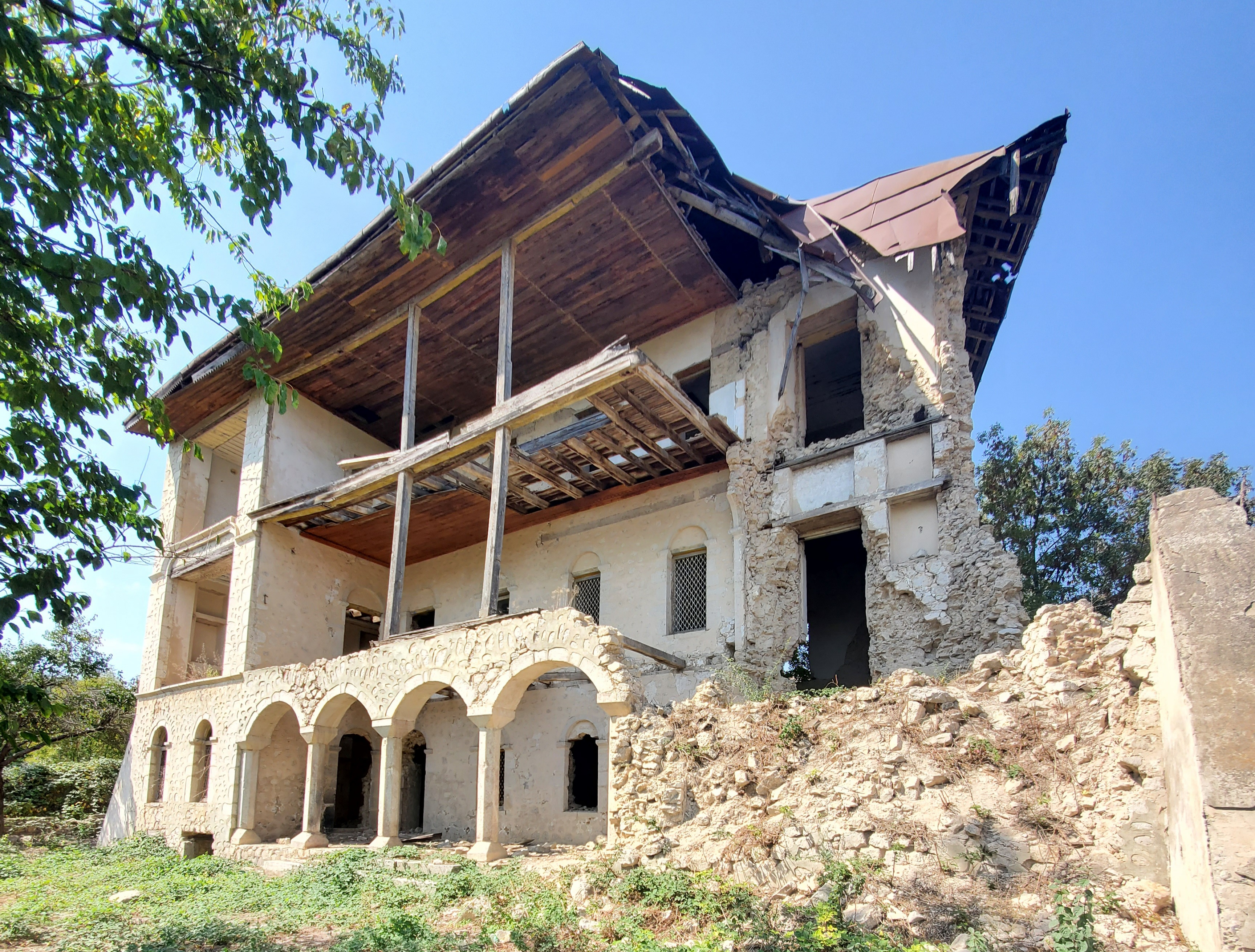
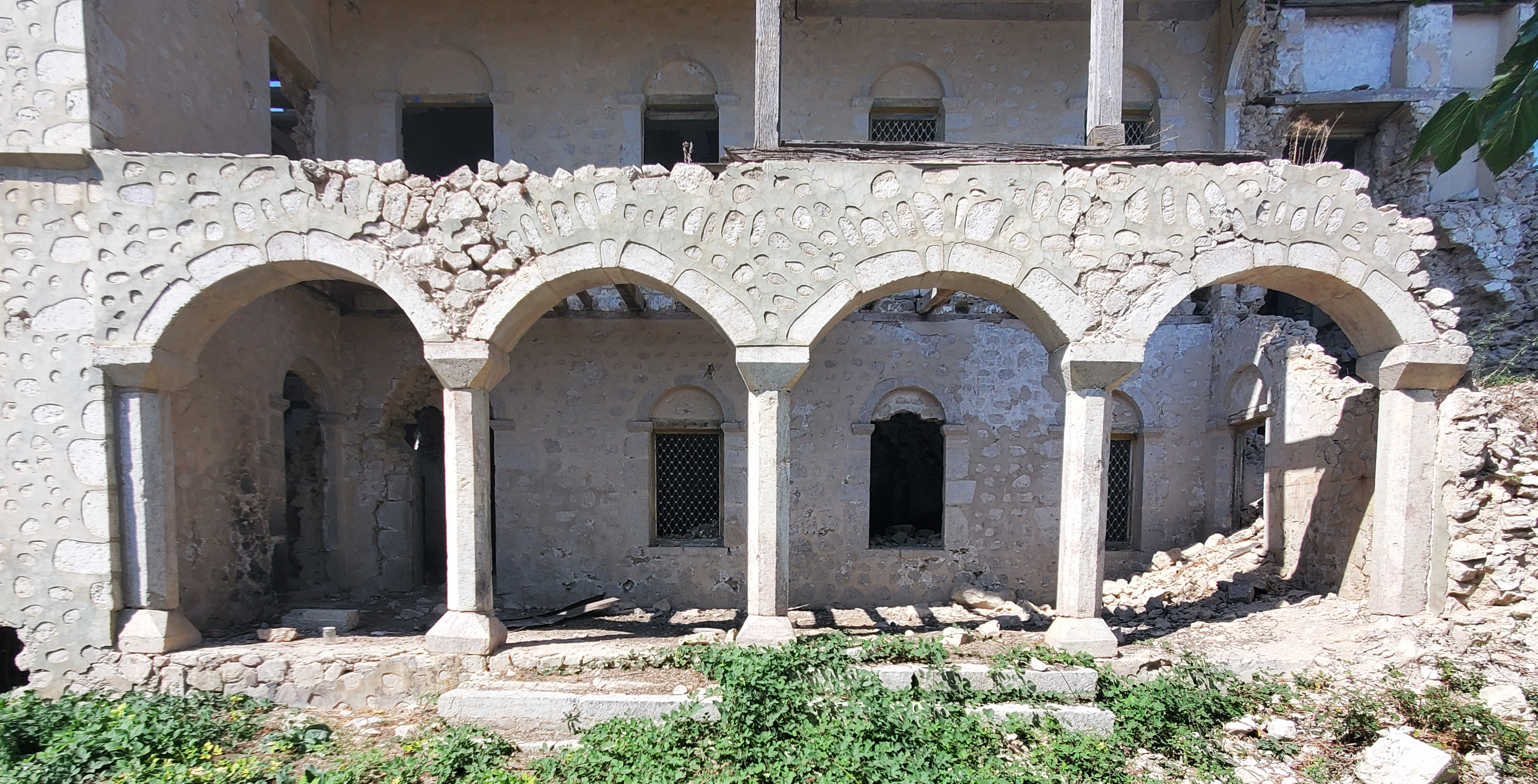